# Межа мульди зрушення

Межа мульди зрушення показана пунктирною лінією.

Межа (границя) мульди зрушення (рос. граница мульды сдвижения, англ. boundary of a shift trough, нім. Grenze f der Senkungsmulde – лінія, яка з’єднує точки підробленої земної поверхні, деформації яких не перевершують встановлених нормативними документами величин. Межу мульди зрушення визначають на вертикальних розрізах граничними кутами.